# 미나 (1972년)
미나(Mina, 본명: 심민아, 본명 한자: 沈敏雅, 1972년 12월 1일~)는 대한민국의 가수이자 방송인이다. 본관은 청송이다. 중화인민공화국 활동 당시의 예명은 미나(米娜)로 활약했다.

## 경력
- 대한민국과 일본에서 공동 개최된 2002년 FIFA 월드컵에서 Be the Reds! 반다나와 탱크 톱, 태극기 치마로 구성된 붉은악마 응원 의상으로 화제가 되면서 '미스 월드컵'이라는 별칭을 얻었고 같은 해에 제이엔터컴과의 계약을 통해 가수로 정식 데뷔하게 된다.
- 특히 1집 음반 《Rendezvous》의 타이틀곡인 〈전화 받어〉는 중국, 필리핀에서 큰 인기를 끌기도 했다.
- 2004년에 2집 음반 《Re:turn 2 Mina》를 발표하면서 컴백했다. 
  - 이 음반의 타이틀곡인 〈돌아〉는 SBS 《인기가요》를 비롯한 가요 프로그램에 여러 차례 등장했고 대한민국의 음악 차트에서 5위 이내에 진입할 정도로 큰 인기를 끌었다.
  - 음반 홍보 과정에는 음반에 수록된 다양한 곡들의 라이브 보컬 퍼포먼스가 곁들여졌다.
  - 이 앨범은 미나의 데뷔 앨범보다 더 많은 인기를 얻었고 많은 음반이 팔렸다.
- 미나는 2005년에 EMI 코리아와의 계약을 통해 3집 음반 《Kiss Kiss》를 발표했다. 미나는 이 음반을 통해 보다 섹시한 이미지를 표현했는데 터키(튀르키예)의 현지에서 벨리댄스를 배웠고 영국 현지에서 뮤직비디오를 촬영하기도 했다. 이 음반은 터키(튀르키예)에서 발표된 노래를 리메이크한 타이틀곡 〈Kiss Kiss〉가 수록되었음에도 불구하고 10,000장 이하가 팔리는 성과를 기록하면서 실패하고 말았다. 미나는 유럽 시장을 위해 영어 싱글 음반을 발표하는 한편 싱글 음반 홍보를 위한 마이스페이스 홈페이지를 개설하기도 했다.
  - 하지만 자신의 가수 경력을 시작하게 된 대회에 대한 헌정 차원에서, 2006년 독일에서 개최된 FIFA 월드컵 기간 동안 대한민국에 남으면서 싱글 음반 《Fly High》를 발표했다.
- 미나는 2007년에 EMI 코리아를 통해 4집 음반 《Minastasia》를 발표했다. 이 음반은 중국에서 18만 장이라는 예상 밖의 선주문을 받았고 중국에서 가수 활동을 하면서 스타 대열에 합류했다. 미나는 2008년 11월에 중국 동방 위성 텔레비전에서 방송된 춤 경연 프로그램 《무림대회》에 출연하여 남자 파트너와 함께 라틴 댄스를 선보였다가 심사위원들로부터 0점을 맞았는데 중국 언론들은 미나가 관객들을 존중하지 않았다고 지적했다. 이에 대해 미나는 너무 긴장한 나머지 스텝이 맞지 않았다고 해명했다. 2009년 2월에는 중국 베이징에 위치한 중앙민족대학 위화예술학교에서 한국대중음악학과 특별 교수로 임용되었다.
- 미나는 2015년 7월에 4인조 남성 음악 그룹인 소리얼의 멤버로 활동했던 가수인 류필립(본명 박필립)과 결혼했으며 남편과 함께 유튜브 채널 필미나TV를 운영했다. 그의 여동생인 니키타(본명 심성미) 또한 가수로 활동했다.

## 학력
- 경의국교 (졸업)
- 의정부여자중학교 (졸업)
- 의정부여자고등학교 (졸업)
- 신흥대학 보건행정학과 (전문학사[4])

## 음반 목록
정규 음반
- 1집 《Rendezvous》 (2002년)
- 2집 《Re:turn 2 Mina》 (2004년)
- 3집 《Kiss Kiss》 (2005년)
- 4집 《Minastasia》 (2007년)

싱글
- 《Fly High》 (2006년)
- 《좋아》 (2007년)
- 《Doh Doh》 (2009년)
- 《Toy Boy》 (2011년)
- 《Good Bye》 (2011년)
- 《뛰어라 대한민국》 (2014년, 니키타와 함께 참여함)
- 《가만히》 (2014년, 대한민국 CMB-홍콩 TVB 공동 제작 드라마 《7일 간의 로맨스》 OST)
- 《구점》 (2015년)
- 《한 사람》 (2015년)
- 《세상에 나쁜 개는 없다 테마송》 (2017년, 니키타와 함께 참여함)

## 출연작

### 예능
- 2015년 MBC 《황금어장 라디오스타》
- 2016년 MBC 《미스터리 음악쇼 복면가왕》 - 혼저옵서예
- 2017년 KBS 드라마 《엄마의 소개팅》
- 2017년 TvN 《현장토크쇼 TAXI》
- 2018년 KBS2 《살림하는 남자들》
- 2019년 MBN 《모던 패밀리》
- 2024년 SBS 《신발벗고 돌싱포맨》

### 영화
- 2025년 《그 시절, 우리가 좋아했던 소녀》 ... 본인 역 (우정출연)

## 수상
- 2006년 중국 해외 최고 댄스 가수상 경력
- 2015년 럭셔리 브랜드 모델 어워즈 한류 공헌상
- 2015년 제3회 대한민국 평화대상 국위선양부문